# Lukas Lerager
Lukas Lerager (ur. 12 lipca 1993 w Gladsaxe) – duński piłkarz występujący na pozycji pomocnika w FC Kopenhaga.

## Kariera klubowa
Lerager karierę piłkarską rozpoczął w barwach Akademisk BK. W 1. Ligaen zadebiutował w sezonie 2010/2011. W 2013 został piłkarzem Viborg FF. W Superligaen zadebiutował 26 lipca 2013 w zremisowanym 1:1 spotkaniu z FC Nordsjælland. W 2016 przeszedł do SV Zulte Waregem, z którym zdobył w sezonie 2016/2017 Puchar Belgii. Latem 2017 przeszedł do Girondins Bordeaux, z którym podpisał czteroletni kontrakt. W lidze francuskiej swój pierwszy mecz rozegrał 6 sierpnia 2017 z Angers SCO (2:2).
W styczniu 2019 został wypożyczony do Genoi. Pół roku później został wykupiony przez ten klub. 1 lutego 2021 udał się na kolejne wypożyczenie, tym razem do FC Kopenhagi. W sezonie 2021/22 wywalczył mistrzostwo Danii. Latem 2022 został wykupiony przez zespół z Kopenhagi. W 2023 zdobył Puchar Danii oraz drugie mistrzostwo kraju.

## Kariera reprezentacyjna
Lerager występował w młodzieżowych reprezentacjach Danii. 6 czerwca 2017 zadebiutował w pierwszej reprezentacji w zremisowanym 1:1 meczu towarzyskim z Niemcami. W 65. minucie tego spotkania zastąpił Christiana Eriksena. Rok później został powołany przez Åge Hareide na Mistrzostwa Świata. Pierwszą bramkę w reprezentacji zdobył 16 października 2018 w wygranym 2:0 spotkaniu towarzyskim z Austrią.

## Statystyki

### Klubowe
Stan na 27 czerwca 2024
| Sezon     | Klub                | Kraj    | Rozgrywki      | Mecze | Bramki |
| --------- | ------------------- | ------- | -------------- | ----- | ------ |
| 2010/2011 | Akademisk BK        | Dania   | 1. Ligaen      | 4     | 0      |
| 2011/2012 | Akademisk BK        | Dania   | 1. Ligaen      | 18    | 2      |
| 2012/2013 | Akademisk BK        | Dania   | 1. Ligaen      | 26    | 1      |
| 2013/2014 | Viborg FF           | Dania   | Superligaen    | 19    | 0      |
| 2014/2015 | Viborg FF           | Dania   | 1. Ligaen      | 17    | 1      |
| 2015/2016 | Viborg FF           | Dania   | Superligaen    | 31    | 0      |
| 2016/2017 | SV Zulte Waregem    | Belgia  | Jupiler League | 39    | 6      |
| 2017/2018 | Girondins Bordeaux  | Francja | Ligue 1        | 37    | 3      |
| 2018/2019 | Girondins Bordeaux  | Francja | Ligue 1        | 18    | 0      |
| 2018/2019 | Genoa CFC (wyp.)    | Włochy  | Serie A        | 14    | 1      |
| 2019/2020 | Genoa CFC           | Włochy  | Serie A        | 21    | 1      |
| 2020/2021 | Genoa CFC           | Włochy  | Serie A        | 16    | 0      |
| 2020/2021 | FC Kopenhaga (wyp.) | Dania   | Superligaen    | 17    | 4      |
| 2021/2022 | FC Kopenhaga (wyp.) | Dania   | Superligaen    | 29    | 6      |
| 2022/2023 | FC Kopenhaga        | Dania   | Superligaen    | 30    | 6      |
| 2023/2024 | FC Kopenhaga        | Dania   | Superligaen    | 25    | 2      |

### Reprezentacyjne
Stan na 27 czerwca 2024
| Reprezentacja | Rok     | Mecze | Bramki |
| ------------- | ------- | ----- | ------ |
| Dania         | 2017    | 2     | 0      |
| Dania         | 2018    | 6     | 1      |
| Dania         | 2019    | 2     | 0      |
| Ogólnie       | Ogólnie | 10    | 1      |